# 宗座加利奥公学

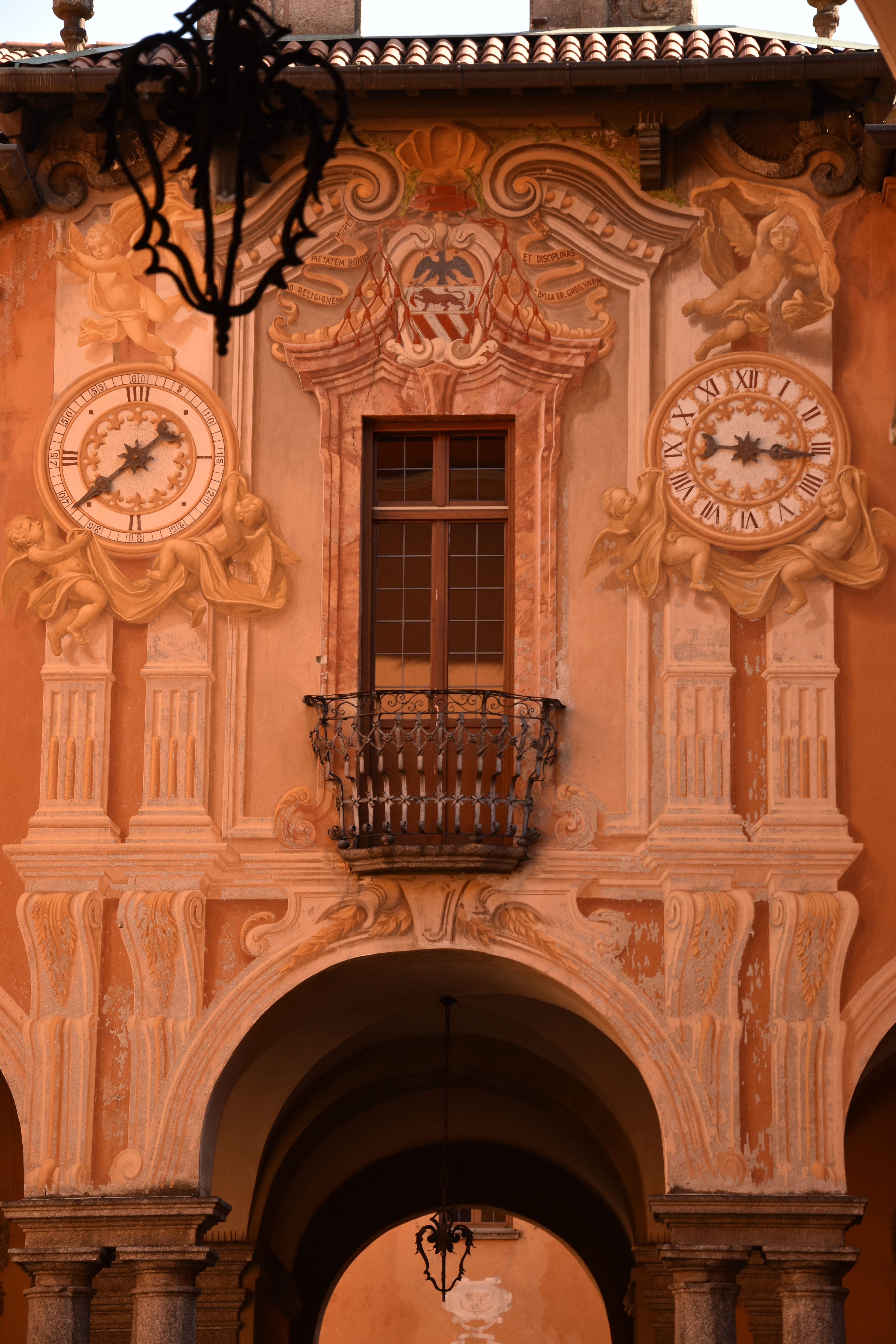
宗座加利奥公学

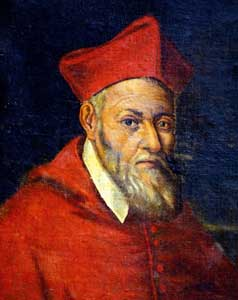
枢机主教托洛米奥·加利奥

宗座加利奥公学（意大利语：Pontificio Collegio Gallio）是意大利伦巴第大区科莫的一所教育机构，由枢机主教托洛米奥·加利奥于1583年创建，由索玛斯克会的神职人员管理。位于加利奥街（Via Tolomeo Gallio）1号。

## 历史

### 创立
宗座加利奥公学的所在地，朗迪内托（Rondineto）地区的土地，原来属于米兰的謙卑者派修会所拥有，他们自12世纪起在这里设有修道院，附设一个小堂。他们选择这个地方不是偶然的，因为这片土地被一条运河穿过，这是生产羊毛的磨坊所必需的，而羊毛是修会的主要财源之一。
当教宗在1571年通过取缔修会来干预这种过度积累的财富时，謙卑者派将他们的财产转让给枢机主教托洛米奥·加利奥。在获得这些土地的第二年，加里奥被教宗额我略十三世任命为国务枢机卿，因此在罗马教廷也获得了巨大的影响力。